# بخش برکنریج، شهرستان ویلکین، مینه سوتا
بخش برکنریج (به انگلیسی: Breckenridge Township) یک منطقهٔ مسکونی در ایالات متحده آمریکا است که در شهرستان ویلکین، مینه‌سوتا واقع شده‌است.
 بخش برکنریج ۵۴٫۶ کیلومتر مربع مساحت و ۲۳۴ نفر جمعیت دارد و ۲۹۴ متر بالاتر از سطح دریا واقع شده‌است.